# 塔里克伊本茲亞德

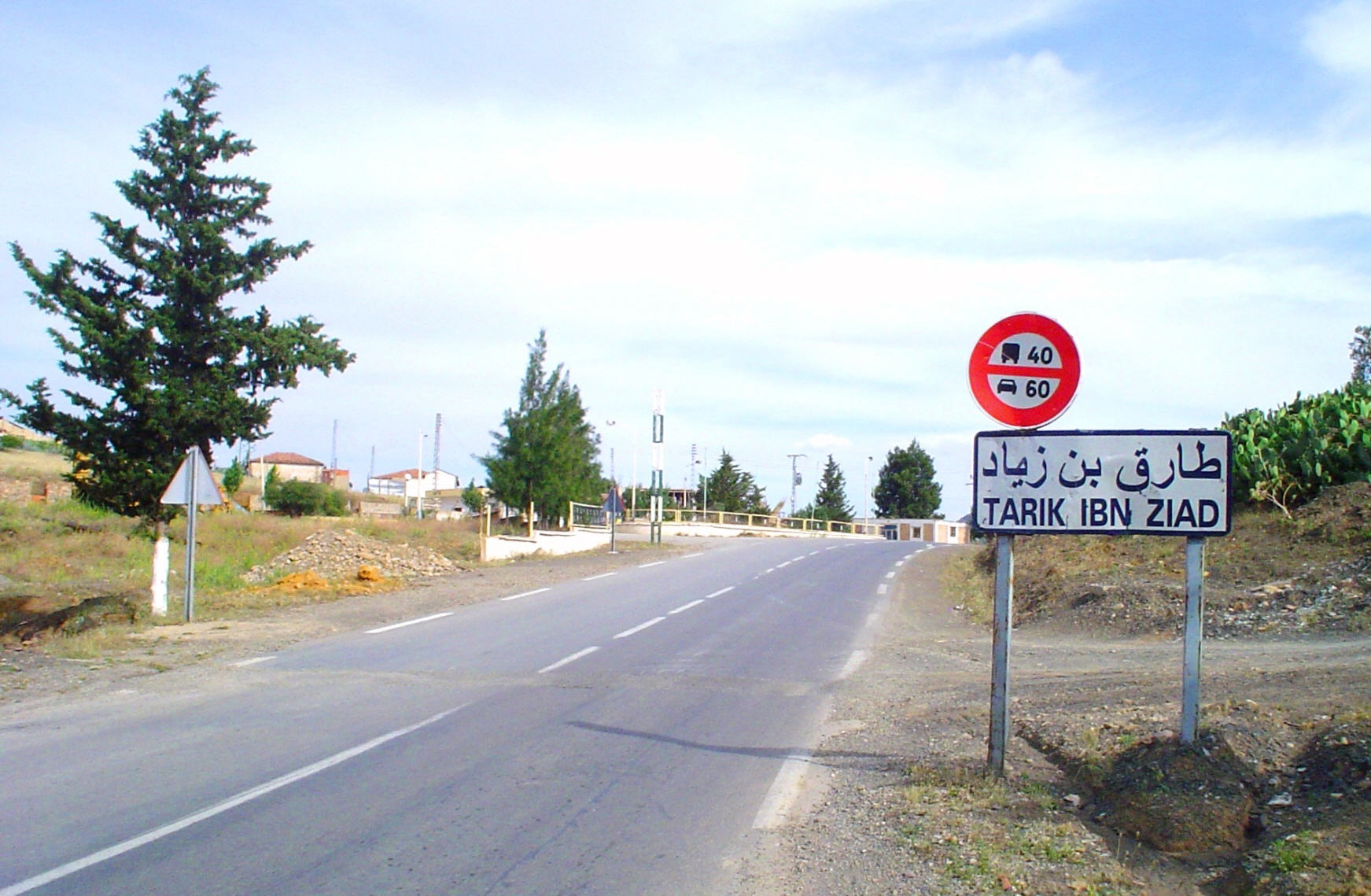
塔里克伊本茲亞德的入口

36°00′N 2°09′E / 36.000°N 2.150°E
塔里克伊本茲亞德（阿拉伯语：‎），是阿爾及利亞的城鎮，位於該國北部艾因迪夫拉省，由埃米爾哈立德堡區負責管轄，面積407平方公里，2008年人口10,285，人口密度每平方公里25人。